# バーズム
バーズム (Burzum、バーザム、又はブルツムとも表記される、英語発音：[ˈbɜːrzəm]、ノルウェー語発音：ノルウェー語: [ˈbʉrtsʉm]) は、ヴァルグ・ヴィーケネス (Varg Vikernes) によるブラックメタル・アンビエントのプロジェクト・バンド。1988年から前身のプロジェクトの下、楽曲の作成を始めているが、音源自体は現在の名前に改名後の1stデモ『Burzum』が最初にレコーディングされた作品となる。
バンド名はJ・R・R・トールキンの『指輪物語』に登場する国・モルドールにおける暗黒語（架空言語）で「闇」を意味する burz に複数形の接尾辞 -um を足したものである。Burzum の活動の中で、ヴィーケネスは Count Grishnackh (カウント・グリシュナック) と名乗っていたが、Grishnackh は『指輪物語』に登場するオークの名グリシュナッハ Grishnákh から取られている。また Count は一般には「伯爵」の意だが、ヴァーグ自身の主張によれば、語源であるラテン語のComtes (仲間) を意識しているという。
このプロジェクトバンドは、ノルウェーの初期ブラックメタルシーンで活動し、ブラックメタルにおいて最も影響力のあるバンドの一つとなった。ヴィーケネスは、1992年1月から1993年3月の間に、最初のアルバム4枚分の楽曲をレコーディングしている。しかし、これらすべてがリリースされるまでにはかなりの時間を要することになった。
1994年5月、ヴィーケネスは、メイヘムのギタリスト・ユーロニモス（Euronymous、本名：オイスタイン・オーシェト (Øystein Aarseth)）の殺人や教会放火3件などの罪で懲役21年の判決を受けた。この判決による服役中に、ヴィーケネスが小型のシンセサイザーしか持ち込みを許可されなかったことから、2枚のダーク・アンビエントアルバムをレコーディングしている。2009年にヴィーケネスが出所した後は、3枚のブラックメタルのアルバムとアンビエント/エレクトロニックアルバムをリリースしている。
ヴィーケネスはナチズムの信奉者として有名で、民族主義的色彩の強いゲルマン異教思想の一種である Wotanism や Odalism の信奉者でもあるが、バーズムで扱うテーマはもっぱら指輪物語と北欧神話からヒントを得ており、ヴィーケネスはバーズムを政治・宗教的信条の宣伝としては使っていない。また、ヴァーグはメタル、ひいてはロックが黒人音楽にルーツを持つことを否定的に捉えているが、メタル自体に対しての否定はしていない。
バーズムは、前身のバンドとレコーディング時のサポートメンバーを除けばヴィーケネス以外のメンバーが在籍したことはなく、今までに一度もライヴを行ったことはない。ヴィーケネス自身も、ライヴを行うことには興味がないと発言している。

## メンバー
- カウント・グリシュナック (Count Grishnackh) (ヴァルグ・ヴィーケネス (Varg Vikernes)) ： ボーカル、ギター、ベース、ドラムス、キーボード

※バーズムの前身、カラシニコフ、ウルク＝ハイにおいてはベーシストとドラマーが在籍していたことがある。

### セッション・メンバー
- サモス (Samoth) ： ベース
1stEP『Aske』の「Stemmen fra tårnet」と「A Lost Forgotten Sad Spirit」でベースを担当した。
- ユーロニモス (Euronymous) ： ギター
1stアルバム『Burzum』の「War」でリードギター、2ndアルバム『Det Som Engang Var』のイントロとアウトロのギターを担当した。また、同アルバムの「Dungeons of Darkness」では銅鑼を鳴らす際にサポートしている。
- エリック・ランスロット (Erik Lancelot) ：ドラムス
極短期間セッションメンバーとなったが、バーズムでの活動は実質的には無かった。

## 略歴
ヴィーケネスの経歴などについてはヴァルグ・ヴィーケネスを参照

### 初期 (1988 - 1992)
ヴィーケネスは、1988年にカラシニコフ (Kalashnikov)というバンドをヴィーケネスに加えて、ベーシストとドラマーの3名で結成し、音楽活動を開始している。このバンド名は、ヴィーケネスの好きなアサルトライフル・AK-47の愛称（設計者のファミリーネーム）から採られている。このバンドは、すぐにウルク＝ハイ (Uruk-Hai)というバンド名に変更された。こちらのバンド名はJ・R・R・トールキンの『指輪物語』に登場する亜人種の名前から採られた。こちらにも引き続き2名のメンバーが参加していたが、ウルク＝ハイは徐々にリハーサルすら行うことはなくなっていたようである。1990年から1991年にかけて、ヴィーケネスはギタリストとして、デスメタルバンド、オールド・フューネラルに参加。この時期に、ウルク＝ハイも、活動を休止となっている。同バンドには、後にイモータルを結成するメンバーがいた。ヴィーケネスは、オールド・フューネラルのEP『Devoured Carcass』に参加するが1991年に脱退した。脱退を機に、ウルク＝ハイをバーズム (Burzum)に変更して、活動を本格化させる。この時点で、バーズムはソロプロジェクトバンドとなっている。
2本のデモテープ（『Demo I』、『Demo II』）のレコーディングから間もなく、ヴィーケネスはノルウェーのブラックメタルシーンとのつながりを深めていく。この2枚のデモがメイヘムのオイスタイン "ユーロニモス" オーシェトから注目され、オーシェトが立ち上げたレコードレーベル・デスライク・サイレンス・プロダクションと契約を結ぶ。契約から間もなく、ヴィーケネス（バーズムではカウント・グリシュナック (Count Grishnackh)のステージネームを使用）は、セルフタイトルアルバム『Burzum』をレコーディングしている。ヴィーケネスのウェブサイトに掲載されている自伝によれば、ヴィーケネスは、可能な限りひどい音質でレコーディングすることを目論んでいた。もっとも、1stアルバムは聴くに堪えうる音質になっている。バーズムのデビューアルバムは1992年にデスライク・サイレンス・プロダクションからリリースされた。収録曲の内、「War」ではユーロニモスがリードギターを演奏している。
ヴィーケネスは、バーズムでは一度もライヴ活動を行ったことはないと述べているが、一時期、ライヴにも興味を持っていたとされる。そのため、短期間ながらエンペラーのサモス (Samoth)がベーシストとしてバーズムに参加したことがある。結局、サモスは1stEP『Aske』の2曲に参加したのみであった。また、エリック・ランスロット (Eric Lancelot)がドラマーとして一時期バーズムにセッションとして参加したとされるが、結局バーズムの音源には一切参加せず、サモスと同じくライヴも行われていないため、一切バーズムの音源に関わっていない。その後、ヴィーケネスがライヴで演奏することに興味を失ってからは、彼は「セッションミュージシャンを必要としなくなった」。そのため、サモスとランスロットは間もなくバーズムから離れている。
この時期には、ユーロニモスとの関係が悪化し、ヴィーケネスはデスライク・サイレンス・プロダクションを離脱。自主レーベル・シモフェン・プロダクションを設立している。1993年には、前年にレコーディングされた2ndアルバム『Det Som Engang Var』を同レーベルからリリースした。

### 獄中 (1993 - 1999)
1993年8月10日、ヴィーケネスはユーロニモスを刺殺。8月19日に警察に逮捕された。結局、ヴィーケネスはこの殺人に加えて、数件の教会放火などで起訴されている。
ヴィーケネスに判決が下る前日の1994年5月15日、バーズムの3rdアルバム『Hvis Lyset Tar Oss』がリリースされた。同アルバムの音源自体は、1992年にレコーディングされていたものである。ヴィーケネスの服役中、バーズムは4thアルバム『Filosofem』を1996年1月1日にリリースしている。同アルバムの音源は、1993年3月に録音されている。この音源は、ヴィーケネスが刑務所に収監される前に録音された最後の音源である。また、1995年にはデスライク・サイレンス・プロダクションからリリースされた1stアルバム『Burzum』と1stEP『Aske』をカップリングしたコンピレーション・アルバム『Burzum/Aske』をリリースしている。獄中でヴィーケネスは、ダーク・アンビエントアルバムを2枚分録音しており、バーズム名義で1997年に5thアルバム『Dauði Baldrs』、1999年に6thアルバム『Hliðskjálf』をリリースしている。ヴィーケネスが逮捕された後にリリースされた音源は、ティツィアーナ・ストゥーピア (Tiziana Stupia)によって、バーズムの音源をリリースするために立ち上げられたミサントロピー・レコードからリリースされている。
1998年には、それまでのバーズムの音源をおさめたピクチャー・ディスク・ボックスセット『1992-1997』がリリースされている。ただし、4thアルバム『Filosofem』の楽曲「Rundtgåing av den transcendentale egenhetens støtte」は、曲の長さが原因で収録されていない。同様の原因で、ミサントロピー・レコードからリリースされた『Filosofem』のレコード盤では、1曲目から4曲目と6曲目が表面に収録され、5曲目の「Rundtgåing av den transcendentale egenhetens støtte」が裏面に収録される形式となっている。
2000年、オフィシャルサイトを通じて Burzum の活動停止を宣言した。

### 釈放後 (2009 - )
ヴィーケネスは2009年に釈放された。釈放されてから間もなく、ヴィーケネスはバーズムの新しい楽曲の作成を始めている。ヴィーケネスによれば、いくつかのレコード会社がバーズム11年ぶりの新作アルバムのリリースに興味を示したという。
この新アルバムは元々『Den hvite guden』（「白き神」の意）とタイトルされていたが、最終的に『Belus』に変更された。同アルバムは、ヴィーケネスの自主レーベル・ベロボーグ・プロダクション (Byelobog Productions)から2010年3月8日にリリースされた。レコード会社のベロボーグ (Byelobog)とは、ロシア語の「белобог」の転写で、「白き神」を意味する言葉である。また、同年中にヴァルグ・ヴィーケネスの1990年代初頭の人生を題材にした映画が公開されるとアナウンスされた。この映画は、主に『ブラック・メタルの血塗られた歴史』(Lords of Chaos)からインスピレーションを受けており、同名で作成されるとされていた。ヴィーケネスは、この映画にも、ベースとなるとされた映画にも軽蔑の意を示している。
2011年3月7日に、8thアルバム『Fallen』をリリース。さらに同年11月28日には、1stアルバム『Burzum』から2ndアルバム『Det Som Engang Var』までの楽曲をリレコーディングしたコンピレーションアルバム『From the Depths of Darkness』をリリースしている。翌2012年3月には、9thアルバム『Umskiptar』をリリースした。更に同年5月には、1999年以降で初となるエレクトロニック/アンビエントアルバム『Sôl austan, Mâni vestan』をリリースしている。同年4月27日、「Back to the Shadows」とタイトルされた楽曲がヴィーケネスの公式YouTubeチャンネルに投稿された。ブログの記事において、ヴィーケネスはこの「Back to the Shadows」が、バーズムとしてリリースする最後のブラックメタルの楽曲となると述べている。2014年6月2日、11thアルバム『The Ways of Yore』をリリースした。

## 音楽的特徴

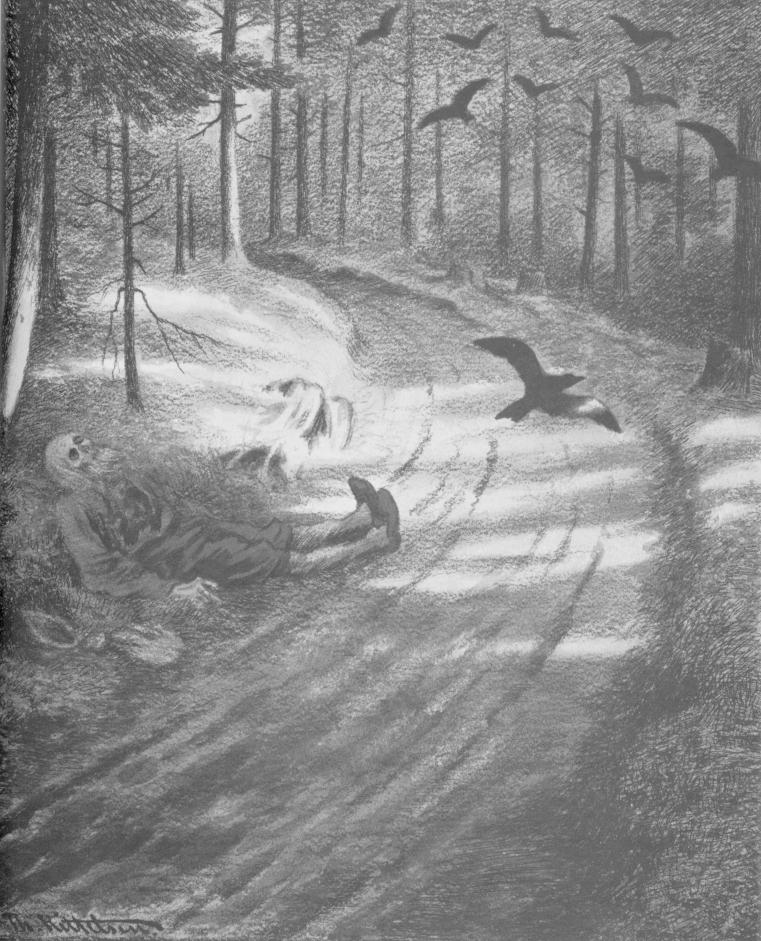
『Hvis Lyset Tar Oss』のジャケットに用いられたテオドール・キッテルセン『Fattigmannen』(1894-95)

『Filosofem』のジャケットに用いられたテオドール・キッテルセン『Op under Fjeldet toner en Lur』(1900)

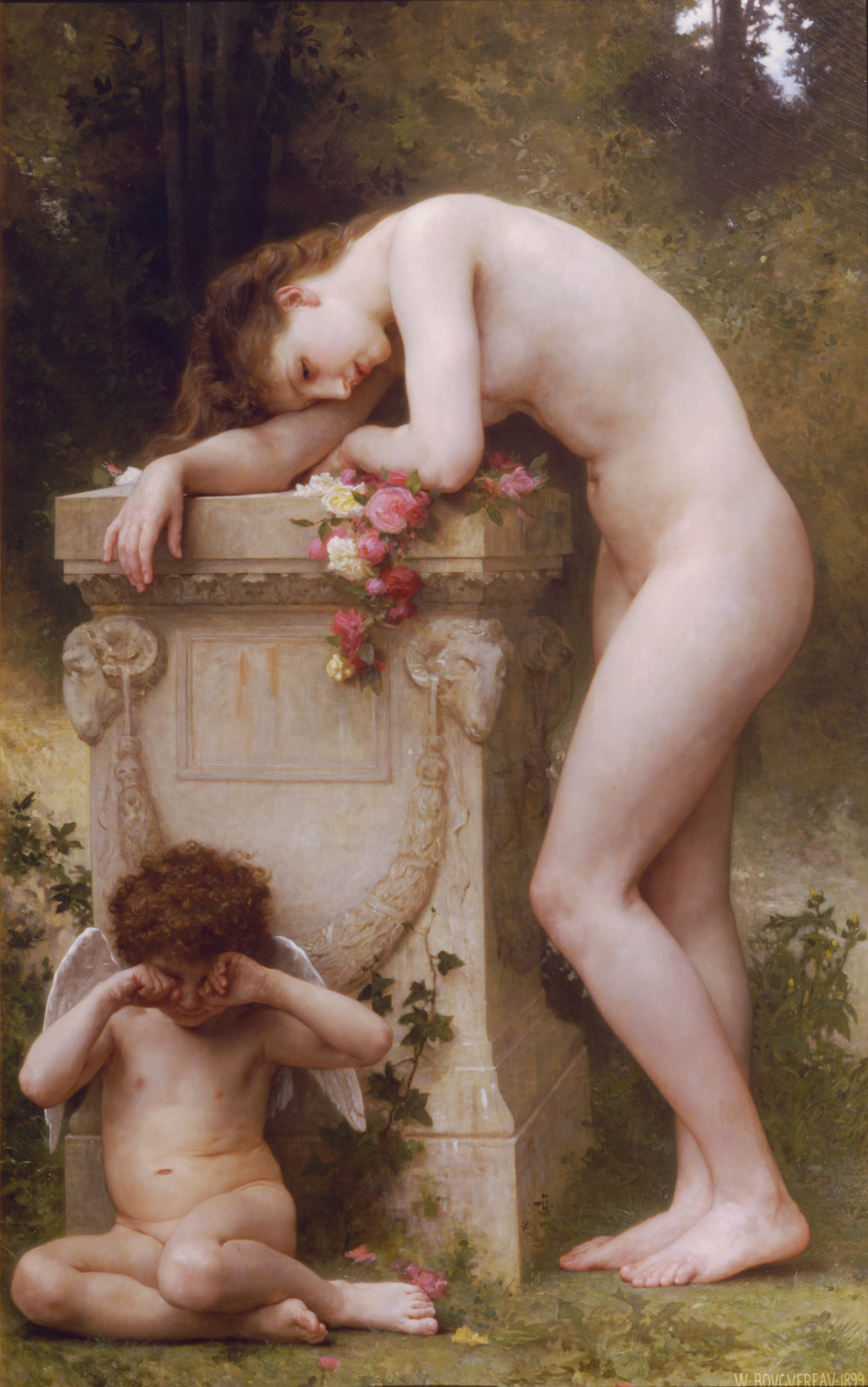
『Fallen』のジャケットに用いられたウィリアム・アドルフ・ブグロー 『Élégie』(1899)

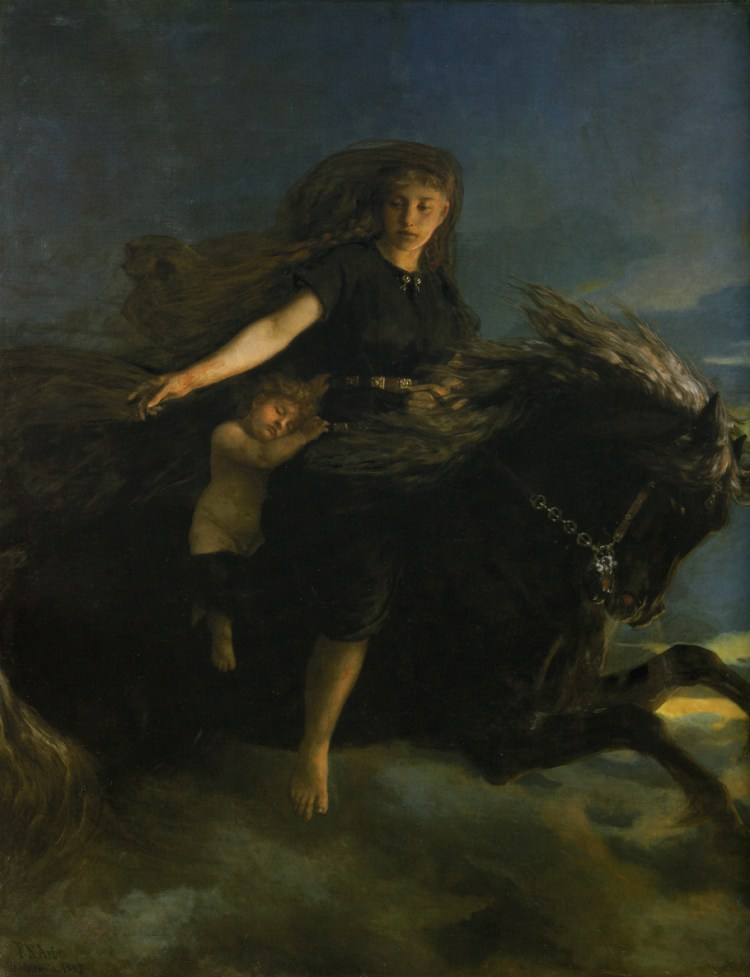
『Umskiptar』のジャケットに用いられたペーテル・ニコライ・アルボ『Nótt』

いわゆる「デス声」とはまた異なる喚き散らすボーカル、極度にノイズが乗り音が割れたギター、同じフレーズの反復、北欧神話をモチーフとした歌詞などからなる独自の世界観を築き上げており、現在でも世界中に根強いファンを持っている。歌というよりは、嘆き、泣きながらの絶叫といったヴォーカルである。途中何の歪みのない声でぼそりとつぶやいたり、ウォー……と気だるそうな声で歌っているが、いずれにせよとても暗い曲調である。生々しく物騒で、鬱々とした世界が読み取れる。4thアルバム『Filosofem』ではヴォーカルや、ギターの歪みがとても強く、1st～3rdアルバムとはまた雰囲気の違う仕上がりとなっている。だが、邦題が「絶望論」というのも頷けるほど暗く、絶望的な心情を読み取ることができる。
1stアルバムのように、意図的に音質を悪くし、不気味で生々しく過激なブラックメタルを「プリミティブ・ブラックメタル」とも呼ぶことがある。また、絶望的でリアルな精神病の世界（鬱など）をあらわした音楽を「デプレッシブ・ブラックメタル」ということもある。この様な鬱な音楽のジャンルを確立したのがBurzumといっても過言ではないだろう。
ヴァルグが刑務所に収監された後に録音された後期の2枚のアルバムは完全なアンビエントアルバム (インストゥルメンタル)となっている。これは刑務所の独房内に楽器の持ち込みを禁止され、小型のシンセサイザーの使用のみ許されたためである。とはいえ、投獄前に製作されたアルバム、『Filosofem』の全6曲中の後半3曲もシンセを多用したインスト曲で構成されており、仮にユーロニモスの殺人がなかったとしても、同じような方向性に向かった可能性が高い。
再始動後の Belus ではシンセサイザーによるインストゥルメンタル曲はなく、初期の作風に回帰している。ただ、ヴォーカルはDarkthroneのTransilvanian Hungerのようになっており、典型的なプリミティブ・ブラックメタルになっている。
どのアルバムにも共通して言えるのは、シンプルなフレーズを何度も繰り返すことだろう。
また、アルバムのディスクジャケットには、著名な画家の絵が用いられていることが多い。
- 3rdアルバム『Hvis Lyset Tar Oss』と4thアルバム『Filosofem』のディスクジャケットには、ノルウェーの画家、テオドール・キッテルセン (Theodor Severin Kittelsen)の絵が用いられている『Hvis Lyset Tar Oss』には『Fattigmannen』(1894-95)、『Filosofem』には『Op under Fjeldet toner en Lur』(1900)が用いられ、それぞれのブックレットの中で用いられている絵もテオドール・キッテルセンのものである。
- 8thアルバムの『Fallen』のディスクジャケットには、フランスの画家、ウィリアム・アドルフ・ブグロー (William-Adolphe Bouguereau)の1899年作、『Élégie (Elegy)』が用いられており、ブックレット内では、デンマークの画家、ローレンツ・フレーリヒ (Lorenz Frølich)とドイツの画家、ルートヴィヒ・ピーチ (Ludwig Pietsch)の絵が用いられている。
- 9thアルバム『Umskiptar』のディスクジャケットには、ノルウェーの画家、ペーテル・ニコライ・アルボ (Peter Nicolai Arbo)作、『Nótt』が用いられている。

2ndアルバムと、3rdアルバムの日本盤はトイズファクトリーより発売されていたが、現在は廃盤になっており入手は困難である。ただし、後に輸入盤に帯･ライナーノーツを付けた日本国内仕様のものがディスクユニオンから発売されており、そちらの入手は容易である。
ヴァルグは90年頃によく聞いていた音楽として、パラダイス・ロストの89年リリースのデモテープとバソリーのHammerheartやBlood. Fire. Death、Old FuneralのAbduction Of Limbs、Pestilenceを挙げている。 92年頃からはデッド・カン・ダンスのWithin The Realm Of A Dying Sunなども聞いていたという。一方で、しばしば影響が指摘されるヴェノムはBurzumを始めるまで聞いたことすらなかったと述べている。

## ディスコグラフィー

### アルバム
以下、日本国内で発売されたことのある作品については〔 〕内に日本語タイトルを付記。
- 1992年 Burzum (1st Album)
- 1993年 Aske (Mini Album)
- 同年 Det Som Engang Var (2nd Album) 〔トイズファクトリー盤：『涅槃宮』、輸入盤日本国内仕様：『無常の門』〕
- 1994年 Hvis Lyset Tar Oss (3rd Album) 〔トイズファクトリー盤：『白昼夢』、輸入盤日本国内仕様：『虚無光』〕
- 1996年 Filosofem (4th Album) 〔輸入盤日本国内仕様：『絶望論』〕
- 1997年 Dauđi Baldrs (5th Album)
- 1999年 Hliđskjálf (6th Album)
- 2010年 Belus (7th Album)〔輸入盤日本国内仕様：『ベリウス』〕
- 2011年 Fallen (8th Album)〔輸入盤日本国内仕様：『フォールン』〕
- 2012年 Umskiptar (9th Album)〔輸入盤日本国内仕様：『北欧神の化身』〕
- 2013年 Sôl austan, Mâni vestan (10th Album)〔輸入盤日本国内仕様：『太陽の東と月の西』〕
- 2014年 The Ways Of Yore (11th Album)
- 2020年 Thulêan Mysteries

### コンピレーション・アルバム
- 1995年 Burzum/Aske (Re-issued、1st Album/Mini Album) 〔輸入盤日本国内仕様：『欝なる黎明』〕
- 1998年 1992-1997
- 2005年 Draugen - Rarities
- 2008年 Anthology
- 2011年 From the Depths Of Darkness (Self-cover Album)〔輸入盤日本国内仕様：『フロム・ザ・ディプスズ・オブ・ダークネス』〕

### コンピレーション参加作品
- 1998年 Presumed Guilty （"Et Hvitt Lys Over Skogen" 収録）
- 1998年 Gummo （"Rundgang Um Die Transzendentale Säule Der Singularität" 収録）
- 2004年 Fenriz Presents... The Best of Old-School Black Metal （"Ea, Lord of the Deeps" 収録）

### トリビュート
- 2002年 Visions
- 2003年 A Man, a Band, a Symbol
- 2003年 Wotan Mit Uns!
- 2005年 The Tribute
- 2005年 Burzum Tribute Atakk
- 2006年 Triumph und Wille
- 2007年 Lost Freedom
- 2008年 A Hungarian Tribute to Burzum: Life Has New Meaning
- 2009年 Tribute to Burzum: When the Night Falls – Bethlehem Struluckt
- 2010年 A Tribute to Varg Vikernes: Born to Be White
- 2012年 Forsvunnet Filosofem: A Tribute to Burzum